# Lisa Osl
Lisa Osl (* 7. Juni 2000 in Kufstein) ist eine österreichische Biathletin.
Lisa Osl ist Studentin und wohnt in Angerberg im Bezirk Kufstein. Sie trat 2016 dem Nationalkader bei und bestritt im folgenden Winter ihre ersten internationalen Wettkämpfe bei den Biathlon-Juniorenweltmeisterschaften 2017. Es folgten Starts bei weiteren Junioreneuropa- und Weltmeisterschaften sowie im IBU-Junior-Cup. Ab dem Winter 2020/21 ging sie im regulären IBU-Cup an den Start und nahm an ihren ersten Biathlon-Europameisterschaften teil. Im März 2021 erreichte sie beim Kurz-Einzel in Obertilliach zum ersten Mal die Punkteränge im IBU-Cup. Zudem durfte Osl in diesem Winter auch noch an den Juniorenweltmeisterschaften teilnehmen, die ebenfalls in Obertilliach ausgetragen wurden. Gemeinsam mit Anna Gandler, Anna Juppe und Lea Rothschopf gewann sie die Bronzemedaille im Staffelrennen.